# Национальное общество чёрных физиков
Национальное общество чёрных физиков (англ. National Society of Black Physicists, NSBP) — некоммерческая профессиональная организация, основанная в США в 1977 году. Целью организации является содействие профессиональному благополучию физиков из африканской диаспоры в международном научном сообществе.

## История
Группа физиков встретилась в Университете Фиска в 1972 году, чтобы почтить память трёх известных афроамериканских физиков: доктора Дональда Эдвардса, доктора Джона Макнила Хантера и доктора Халсона Иглсона. Общество было основано 28 апреля 1977 года в Университете Моргана, а его сопредседателями-основателями стали Уолтер Мэсси и Джеймс Дэвенпорт. С 2023 года NSBP переместило свою штаб-квартиру из Арлингтона, штат Виргиния, в здание Оптического общества в Вашингтоне, округ Колумбия.

## Деятельность
Организация проводит свою ежегодную конференцию в феврале. В последнее время она проводит эти конференции совместно с Национальным обществом латиноамериканских физиков. В этих конференциях ежегодно принимают участие более 500 человек со всего мира. Конференция предлагает передовую научную программу, а также программу профессионального развития студентов, которая включает как поиск наставников, так и ярмарку вакансий.
На протяжении всей своей истории NSBP проявлял интерес физике за пределами Соединённых Штатов. Двадцать лет назад под руководством покойного лауреата Нобелевской премии Абдуса Салама и покойного Чарльза Брауна несколько членов NSBP организовали Институт Эдварда Буше Абдуса Салама (EBASI). EBASI предоставляет механизмы для синергетического научного и технического сотрудничества между африканскими и американскими учеными-физиками, инженерами и технологами, усиливает влияние науки и технологий на развитие стран африканского континента и увеличивает технический кадровый резерв, работающий сегодня в Африке, путем содействия обучению аспирантов из африканских университетов. Совсем недавно была достигнута договорённость, что в рамках программы, финансируемой фондом Келлога, NSBP будет помогать Южной Африке в её усилиях по увеличению числа чернокожих астрономов и астрофизиков и наращиванию потенциала в этой области.
Организация предлагает стипендии, некоторые совместно с журналом Black Enterprise, и руководит просветительскими программами, ориентированными на учащихся от детского сада до средней школы.

## Известные члены
Нил Деграсс Тайсон и Рональд Маллетт являются членами организации. Ширли Энн Джексон была её президентом. С 2022 года президентом является Хаким Олусейи.

## Бывшие президенты
- Джозеф Джонсон III[англ.]
- Ширли Энн Джексон (1980–1982)[10]
- Эрнест Коулман (1984–1986)[11]
- Кеннеди Рид[англ.] (1990–1992)[12]
- Секази Мтингва (1992–1994)[13]
- Сильвестр Джеймс Гейтс (1997)[14]
- Джеймс Стит[англ.]
- Чарльз Макгрудер III[англ.]
- Кит Джексон[англ.]
- Квинтон Уильямс[англ.]
- Рене Хортон[англ.] (2016–2018)[15]
- Стефон Александер[англ.] (2021)[16]

## Внешние ссылки
- National Society of Black Physicists